# Miguel Herrera y Obes
Miguel Herrera y Obes (1845-1903) político y periodista uruguayo.

## Biografía
Hijo de Manuel Herrera y Obes y María Bernabela Martínez y Álvarez. Casado con Cecilia Thöde Rucker. 
Hermano del presidente Julio Herrera y Obes, ejerció la presidencia de la Cámara de Representantes que asumió funciones el 15 de febrero de 1891, para la cual había sido elegido diputado por el departamento de Montevideo. Antes de esa función había ocupado la presidencia del Superior Tribunal de Justicia.
Durante el gobierno de Juan Idiarte Borda (1894-1897) se desempeñó como Ministro de Gobierno.
Integró la redacción de La Revista Literaria surgida en 1865 en Montevideo, donde escribía ocasionalmente con el seudónimo "Chacot". También colaboró con colaboró con los periódicos El Siglo (Uruguay) y el radical, La Bandera Radical.